# Paul Tschoffen
Paul Marie Joseph Raymond Tschoffen (Dinant, 8 mei 1878 - Luik, 11 juli 1961) was een Belgisch politicus voor de Katholieke Partij. Hij was onder meer minister.

## Levensloop
Tschoffen, zoon van een raadsheer bij het hof van beroep in Luik, promoveerde tot doctor in de rechten (1900) voor de middenjury. Hij vestigde zich als advocaat in Luik. In 1938-39 was hij stafhouder. Hij pleitte in talrijke assisenzaken.
Hij werd een medewerker van Godefroid Kurth en van priester Pottier, die hij bijstond in de stichting van de eerste christelijke vakbonden en in de vertegenwoordiging van de christendemocratie binnen de oude katholieke partij.
Hij was volksvertegenwoordiger van 1919 tot 1922 en gecoöpteerd senator van 1924 tot 1936 voor de Katholieke Partij.  
Hij was minister van Arbeid, Nijverheid en Sociale Voorzorg (1924-1925), van Justitie (1925) en van Koloniën (1929 en 1932-1934). Tijdens deze laatste functie richtte hij de Koloniale Loterij op.
In mei 1942 werd hij door de Gestapo gearresteerd op verdenking van verzetsdaden. Na enkele weken werd hij vrijgelaten. Hij vluchtte toen naar Londen. De regering Pierlot benoemde hem tot Staatsraad en in mei 1943 vertrok hij naar Congo om er de toestand te onderzoeken, aangezien er mogelijkheden bestonden dat invloedrijke gezagdragers de regering in Londen zouden bestrijden.
In 1945 werd Paul Tschoffen benoemd tot minister van Staat. Hij toonde belangstelling voor de nieuwe centrumlinkse partij Union Démocratique Belge en was aanwezig op sommige van haar bijeenkomsten. Hij werd geen lid van de CVP.
In 1924 stichtte hij met Pierre Goemaere la Revue belge, een halfmaandelijks literair tijdschrift. Hij nam ontslag in 1936.

## Publicaties
- Godefroid Kurth, le démocrate, Brussel, 1920.
- La Belgique, La Conférence de Gènes et les huit heures, 1924.
- La Belgique sociale, 1925.
- La Belgique stabilisée. Le miracle de l'énergie belge, 1928.
- Notre Congo. Son passé, son avenir, 1933.
- Belgique et Congo, les graves problèmes de l'heure présente, 1934.
- The exceptional powers exercised by the Belgian government, Londen, 1942.
- La Belgique au lendemain de la guerre, 1945.
- La répression de l'incivisme, 1946.
- Politique belge et hommes politiques, 1958.